# Bokermannohyla diamantina
Espèce
Statut de conservation UICN

 DD  : Données insuffisantes
Bokermannohyla diamantina est une espèce d'amphibiens de la famille des Hylidae.

## Répartition
Cette espèce est endémique de l'État de Bahia au Brésil. Elle se rencontre vers 1 700 m d'altitude dans la Serra dos Barbados à Abaíra,.

## Publication originale
- Napoli & Juncá, 2006 : A new species of the Bokermannohyla circumdata group (Amphibia: Anura: Hylidae) from Chapada Diamantina, State of Bahia, Brazil. Zootaxa, no 1244, p. 57-68.